# 云南悬钩子
云南悬钩子（学名：Rubus yunnanicus），为蔷薇科悬钩子属下的一个种。

## 扩展阅读
維基物種上的相關：云南悬钩子